# Skeeter Davis
Skeeter Davis (30 de diciembre de 1931-19 de septiembre de 2004), nacida como Mary Frances Penick,  fue una cantante de música country estadounidense que cantó canciones de música pop crossover, como "The End of the World" de 1962. Comenzó formando parte de The Davis Sisters cuando era adolescente a finales de la década de 1940, y llegó a trabajar con RCA Victor. A finales de los años 50, se convirtió en una estrella en solitario.
Fue una de las primeras mujeres en alcanzar el estrellato en el campo de la música country como vocalista solista, fue una reconocida influencia para Tammy Wynette y Dolly Parton y fue aclamada como una "extraordinaria cantante de country/pop" por el crítico musical de The New York Times Robert Palmer.

## Biografía[2]

### 1931-1947: Primeros años
Davis nació como Mary Frances Penick el 30 de diciembre de 1931, la primera de los siete hijos del granjero William Lee y Sarah Rachel Penick (de soltera Roberts), en Dry Ridge, Kentucky. Como su abuelo pensaba que tenía mucha energía para ser una niña pequeña, apodó a Mary Frances "Skeeter" (argot de mosquito). Cuando Davis era pequeña, su tío abuelo fue condenado por el asesinato de su abuelo materno (su hermano) en Indiana. Tras este incidente, Davis recuerda que su madre se convirtió en una "mujer amargamente deprimida". A lo largo de su infancia, la madre de Davis realizó múltiples intentos de suicidio, varios de los cuales la propia Davis evitó que se llevaran a cabo: "Una vez le quité de la boca una botella de Clorox que estaba bebiendo y me senté sobre sus manos para evitar que cogiera un cuchillo de carnicero", recuerda. En una ocasión, su madre intentó saltar desde la ventana del apartamento de la familia con Davis y su hermano pequeño en brazos. La relación con su madre siguió siendo tensa durante gran parte de su vida y, según el relato de Davis, "no podía ganarse el respeto y el afecto de mi madre, [así que] dirigí mi atención hacia mi padre".
A mediados de la década de 1930, la familia Penick se trasladó a Cincinnati, Ohio, donde permaneció varios años antes de regresar a Dry Ridge. Más tarde se trasladaron a Erlanger, Kentucky, en 1947. Davis fue criada como protestante, asistiendo a las iglesias de los Discípulos de Cristo. De adolescente, Davis se inspiró en la música de Betty Hutton y también se interesó por los musicales, memorizando canciones de películas como Stage Door Canteen (1943) y I'll Be Seeing You (1944). A veces hacía rutinas en el patio de su casa, bailando, cantando y contando cuentos de fantasmas a los niños del barrio. Cuando Davis estaba en séptimo grado, su padre se trasladó a Oak Ridge, Tennessee, por motivos de trabajo. Ella y sus hermanos se quedaron al cuidado de su madre, que durante ese tiempo se volvió alcohólica. En el verano de 1948, Davis y su familia se trasladaron a Covington, Kentucky, donde su padre trabajaba como electricista, y se instalaron en una casa propiedad de la Academia Villa Madonna, dirigida por monjas benedictinas. Davis quedó fascinada por las hermanas y durante un tiempo pensó en hacerse monja.
Mientras asistía a la Dixie Heights High School de Erlanger, Skeeter conoció a Betty Jack Davis, y las dos se hicieron muy amigas, uniéndose por su amor a la música. Empezaron a cantar canciones y a tocar la guitarra juntas durante los descansos de la escuela, lo que atrajo la atención de sus compañeros, y actuaron en varios concursos de talentos de la escuela. En un viaje al Grand Ole Opry, las dos convencieron a un director de escena para que las dejara pasar entre bastidores, donde conocieron a Hank Williams y Chet Atkins.

### 1948-1956: The Davis Sisters; ascenso a la fama
Durante su primer año de instituto, Skeeter y Betty Jack ganaron un concurso local de canto a la tirolesa, cuyo premio era un espacio de tiempo para cantar en un programa de televisión diurno local. Las dos se presentaron como The Davis Sisters, y Skeeter adoptó el apellido de Betty Jack, a pesar de no ser parientes. Su aparición en el programa local las llevó a recibir oportunidades de cantar en el programa Barnyard Frolics de la emisora de radio de Detroit WJR. Tras graduarse en el instituto en 1949, Davis se trasladó a Detroit con Betty Jack, donde realizaron grabaciones de demostración para Fortune Records; entre ellas se encontraba la canción "Jealous Love", que se publicó como sencillo en 1953.
El productor de RCA Victor, Steve Sholes, escuchó sus maquetas y quedó impresionado por sus armonías. En la primavera de 1953, Skeeter y Betty Jack se reunieron con Sholes en la sede de la RCA en Nueva York, quien les ofreció un contrato de grabación. Tras firmar el contrato, dejaron Nueva York para empezar a grabar material en Nashville, Tennessee. El 23 de mayo de 1953, grabaron "I Forgot More Than You'll Ever Know", una canción que había sido grabada previamente por Sonny James. Las hermanas Davis hicieron una gira regional para apoyar el sencillo en programas de radio en directo, aunque Davis recordó que ambas "eran muy inseguras y estaban desinformadas sobre el negocio [de la música]". El sencillo tuvo un éxito importante, pasando ocho semanas en el número uno de las listas de country en 1953, además de entrar en el top 20 de las listas de pop. El disco ocupa el número 65 de los 100 mejores sencillos country de todos los tiempos, según el historiador de Billboard Joel Whitburn.
El 1 de agosto de 1953, las Davis Sisters actuaron en el programa nocturno de la WWVA en Wheeling, Virginia Occidental. Después de la medianoche, salieron de Wheeling de camino a Covington. Alrededor de las 7 de la mañana del 2 de agosto, cerca de Cincinnati, un conductor que pasaba por allí se quedó dormido al volante y chocó de frente con el coche en el que iban Skeeter y Betty Jack Davis. Betty Jack murió en la colisión, mientras que Skeeter sufrió graves heridas en la cabeza. El conductor del coche también sobrevivió. Los boletines de los periódicos de la época informaron erróneamente de que ambas hermanas Davis habían sido declaradas muertas en el hospital Our Lady of Sorrow de Cincinnati.
Tras el accidente, Davis se mudó a casa de la madre de Betty Jack, Ollie, mientras se recuperaba de sus heridas. En su autobiografía cuenta que Ollie "se aprovechó de esta trágica situación para satisfacer sus propios fines", alegando que mantuvo a Skeeter sedada con medicamentos administrados por un dentista local y la aisló en la casa, donde puso repetidamente los discos de las niñas. Una vez que Skeeter se recuperó, Ollie "apenas podía esperar su oportunidad de recrear a las Davis Sisters", sugiriendo que la hermana menor de Betty Jack, Georgia, ocupara su lugar en el dúo de cantantes. Davis aceptó a regañadientes y, seis meses después del accidente, volvió a cantar en el dúo con Georgia Davis. En su autobiografía, afirmó que sentía que Ollie le había lavado el cerebro y la había obligado a reanudar el dúo musical.
Entre 1954 y 1956, Skeeter y Georgia lanzaron un total de nueve sencillos para RCA como las Davis Sisters, que grabaron en Nueva York y Chicago, y realizaron una gira por Estados Unidos como parte de la RCA Caravan of the Stars junto a Minnie Pearl, Hawkshaw Hawkins y Chet Atkins, entre otros. Los sencillos grabados con Georgia tuvieron notablemente menos éxito que el material anterior del dúo, con posiciones bajas en las listas, aunque Davis consideró que "el material era bueno". Las dos realizaron una actuación de homenaje a Betty Jack en el Grand Ole Opry en 1954. En 1955, las Davis Sisters fueron contratadas para una gira regional junto a Hank Snow, The Carter Sisters (menos June) y Elvis Presley. Davis relató su amistad con Presley en su autobiografía.
En 1956, Davis conoció a Kenneth DePew, un trabajador del ferrocarril y conocido de Georgia. Los dos empezaron a salir y se casaron poco después, aunque Davis declararía más tarde que se había casado con ella por sus ingresos: "Vio los bonitos muebles nuevos que mi dinero había comprado a los Davis; vio el Oldsmobile y supo que yo tenía dinero en el banco. Yo podía ser un atajo hacia la calle fácil". Según Davis, su matrimonio no se consumó hasta ocho días después de su luna de miel. Poco después de su matrimonio, las Davis Sisters se disolvieron formalmente.

### 1957-1965: Carrera en solitario inicial
A finales de la década de 1950, durante su matrimonio con DePew, Davis sufrió una depresión y "albergó un deseo de muerte" por el dolor de la muerte de Betty Jack, así como por su "artificioso" matrimonio. Reanudó sus actuaciones en solitario, haciendo giras con Ernest Tubb, y coescribió y grabó la canción "Set Him Free" para RCA, producida por Chet Atkins. La canción le valió a Davis una nominación al premio Grammy a la mejor grabación country. En algún momento de este periodo, hacia 1958, Davis y DePew se divorciaron y ella se trasladó a Nashville. Ese mismo año, Davis grabó "Lost to a Geisha Girl", una canción de respuesta al éxito de Hank Locklin "Geisha Girl", que alcanzó el número 15 del country y se convirtió en su primer éxito en solitario. Atkins trabajó con Davis como guitarrista en todas estas sesiones. Por sugerencia de Davis, Atkins solía hacer un seguimiento múltiple de la voz de Davis para las voces armónicas, con el fin de asemejarse al sonido de las Davis Sisters. Este eco puede encontrarse en varios de sus primeros éxitos en solitario, como "Am I That Easy to Forget".
Posteriormente, coescribió y grabó otro éxito en el top 20 llamado "Homebreaker", que alcanzó el número 15 en la lista de Hot Country Songs en noviembre de 1959. Ese mismo año, Davis se unió al Grand Ole Opry. Durante este tiempo, realizó una gira con June Carter, y ambas se hicieron buenas amigas.
De 1960 a 1962, Davis tuvo éxitos en el top 10 con las canciones "(I Can't Help You) I'm Falling Too", "My Last Date (With You)", "Where I Ought to Be" y "Optimistic". "(I Can't Help You) I'm Falling Too" supuso la primera entrada de Davis como solista en las listas de pop de Billboard en 1960 y le valió ser invitada a actuar en el programa American Bandstand de Dick Clark. La canción llegó a los 40 primeros puestos, algo inaudito para una cantante de country de la época. Ese mismo año, se casó con el disc-jockey de la WSM, Ralph Emery, en Franklin, Kentucky. Su matrimonio fue tumultuoso, y Davis recuerda que Emery era celoso y controlador con ella, negándose a dejarla trabajar más de varios días al mes, llamándola obsesivamente mientras estaba de gira y acusándola recurrentemente de infidelidad. Los dos residieron en Ridgetop, Tennessee, durante un tiempo, antes de que Emery hiciera construir una casa para ellos en la zona de Brentwood. En 1961, consiguió un segundo éxito pop con una versión lírica (escrita por Skeeter) del éxito country instrumental de Floyd Cramer "Last Date", llamada "My Last Date (With You)", que le fue aún mejor, llegando al top 30 de las listas de éxitos pop. Ambas canciones obtuvieron resultados excepcionales en las listas de éxitos de country, alcanzando el número dos y el número cinco, respectivamente.
En 1963, Davis alcanzó su mayor éxito con el crossover country-pop "The End of the World". La canción no alcanzó el primer puesto en las listas de country y pop de ese año, pero sí en las listas de adult contemporary. El disco fue también un sorprendente éxito entre los cinco primeros puestos de las listas de rhythm and blues, lo que convirtió a Davis en una de las pocas cantantes femeninas de raza blanca en tener un éxito entre los 10 primeros puestos en ese mercado. El sencillo vendió más de un millón de copias y recibió un disco de oro. Esta canción fue probablemente el primer ejemplo popular de Sound on Sound en el que se desactivó el imán de borrado y el artista cantó junto con la grabación o se mezcló la grabación original con la voz del artista en directo y se volvió a grabar, por lo que en algunas partes suena como un dúo. "The End of the World" pronto se convirtió en la canción estrella de Davis. Davis consiguió otro éxito country-pop con la canción "I Can't Stay Mad at You", escrita por Gerry Goffin y Carole King, que alcanzó el número siete en las listas de pop y el número dos en la de Easy Listening en 1963. En 1964, tras cuatro años de matrimonio, Davis se divorció de Emery tras descubrir que le había sido infiel y había concebido un hijo con otra mujer. Ese mismo año, fue nominada al Premio Grammy a la mejor interpretación vocal country femenina por su grabación de "He Says the Same Things to Me".
El éxito de Davis continuó con "I'm Saving My Love" y "Gonna Get Along Without You Now" de 1964, una versión actualizada de un éxito de 1956 de Patience and Prudence). Ambas llegaron a los 10 primeros puestos de las listas de country y se colaron en el Top 50 de las listas de pop de Billboard, aunque el éxito de "Gonna Get" se vio probablemente obstaculizado por otro remake de la canción realizado por la vocalista Tracey Dey, que subió simultáneamente a las listas para alcanzar un pico ligeramente inferior al de la versión de Davis. Otros trabajos pop posteriores, como "Let Me Get Close to You" en julio de 1964, no consiguieron entrar en el Billboard Hot 100, reflejando la naturaleza cambiante de los estilos pop debido a la invasión británica. En 1965, grabó un dúo con Bobby Bare llamado "A Dear John Letter", que no llegó al top 10 del country. Al año siguiente, obtuvo su tercera nominación al Grammy por "Sun Glasses", que alcanzó el número 30 en la lista de Hot Country Songs.

### 1966-1976: Cruce de información y elogios de la crítica
En 1967, Davis volvió al top 10 con "What Does It Take (To Keep a Man Like You Satisfied)". Davis sólo consiguió otros dos grandes éxitos country el resto de la década, "Fuel to the Flame" (escrito por Dolly Parton, a quien Davis rindió homenaje con un álbum llamado Skeeter Sings Dolly en 1972), y "There's a Fool Born Every Minute". Recibió su cuarta nominación al Grammy por "What Does It Take" de 1967.
A finales de la década de 1960, grabó varios álbumes de larga duración, incluidos dos trabajos de homenaje: Skeeter Davis Sings Buddy Holly (1967) y I Love Flatt and Scruggs (1968). La grabación de Davis de la canción antibélica "One Tin Soldier", publicada en 1972, le valió una aparición en The Midnight Special. El sencillo fue un gran éxito en Canadá, alcanzando un máximo de diez éxitos en las listas de RPM country y adult contemporary.
En 1970, Davis tuvo otro éxito en el top 10 con "I'm a Lover (Not a Fighter)" y otro dúo con Bobby Bare con "Your Husband, My Wife". Al año siguiente, tuvo un éxito con la autobiográfica "Bus Fare To Kentucky". Sin embargo, su éxito en las listas de éxitos empezó a desvanecerse. Canciones como "It's Hard to Be a Woman" y "Love Takes a Lot of My Time" no consiguieron entrar en el top 40 del country. Su último gran éxito fue "I Can't Believe That It's All Over", de 1973, que alcanzó el número 12 en country y el número 101 en la lista de pop. En la década de 1970, comenzó a realizar giras periódicas por países extranjeros, como Barbados, Singapur y Suecia, donde conservó sus seguidores.
Davis tuvo la primera y única controversia de su carrera cuando, durante una actuación en el Grand Ole Opry en 1973, dedicó una canción góspel a un grupo de jóvenes trabajadores de la iglesia que, según señaló en su introducción, habían sido arrestados por evangelizar en un centro comercial local. El Opry la suspendió como miembro tras recibir quejas de algunos policías locales. Más de un año después fue readmitida en el Opry. Tras perder varias contrataciones durante ese periodo, Davis pasó a cantar activamente con varios ministerios religiosos y pasó un largo periodo evangelizando en África.

### 1977-2004: Vida y carrera posterior
Davis regresó al estudio de grabación en 1976 con un breve paso por Mercury Records, que produjo dos lanzamientos de sencillos, incluyendo su última canción en las listas nacionales, "I Love Us" de 1976. En 1978, grabó el primero de varios álbumes para sellos discográficos menores, que realizó ocasionalmente hasta la década de 1990.
En 1987, se casó con el bajista de NRBQ, Joey Spampinato. Grabó el álbum She Sings, They Play con Spampinato y NRBQ; se divorciaron en 1996. Al año siguiente, en agosto de 1988, a Davis se le diagnosticó un cáncer de mama. Se sometió a una mastectomía de la mama derecha para tratar el cáncer y estuvo en remisión durante varios años antes de tener una recidiva en 1996.
Su autobiografía, Bus Fare to Kentucky (llamada así por una canción de 1971), se publicó en 1993. En 1998, escribió un libro para niños, The Christmas Note, con Cathie Pelletier.

### Fallecimiento
En 2001, Davis quedó incapacitada por su cáncer de mama, que había hecho metástasis. Al año siguiente, hizo su última actuación en el Grand Ole Opry, interpretando "The End of the World". Murió de cáncer de mama en un hospicio de Nashville (Tennessee) el 19 de septiembre de 2004, a los 72 años.

## Legado
La canción de Davis "The End of the World" ha sido nombrada como una gran influencia para varios artistas: Entre ellos, Lou Reed y la cantautora del siglo XXI Lana Del Rey, que la han incluido entre sus grabaciones favoritas de todos los tiempos. Bob Dylan también grabó una versión de "I Forgot More Than You'll Ever Know" con los arreglos de las Davis Sisters en su álbum de 1970 Self Portrait. "The End of the World" también se utilizó en el popular videojuego Fallout 4.
Davis escribió cerca de 70 canciones a lo largo de su carrera, y obtuvo dos premios BMI: por "Set Him Free" y "My Last Date With You", esta última también grabada por Ann-Margret, Pat Boone, Kay Starr, Joni James y varios otros, además de la versión original de Davis, que fue un éxito. Debbie Harry grabó un remake de la versión de Davis en 1993 con la participación de Michael Stipe, un viejo fan de Davis. (Conway Twitty escribió una nueva letra para el instrumental en 1972 como "Lost Her Love (On Our Last Date)", que alcanzó el número uno en la lista de country, al igual que el remake de Emmylou Harris de la versión de Twitty en 1983 retitulado "Lost His Love (On Our Last Date)").